# دنیل ددوایلر
دنیل ددوایلر (زاده ۳ مه ۱۹۸۲) یک هنرپیشه آمریکایی است. او کار خود را با حضور در صحنه آتلانتا آغاز کرد، از جمله در تولید سال ۲۰۰۹ برای دختران رنگی، و اولین حضور خود را در فیلم درام در سال ۲۰۱۲ در فیلم یک صلیب برای خرس انجام داد. ددوایلر در سریال‌های پربیننده داشته‌ها و نداشته‌ها (۲۰۱۵–۲۰۱۷)، سریال پی-ولی (۲۰۲۰)، مینی سریال ایستگاه یازده (۲۰۲۱–۲۰۲۲) و مینی سریال از سوی زخم (۲۰۲۲) ظاهر شد.
ددوایلر برای بازی در فیلم وسترن هرچه قوی‌تر، سخت‌تر زمین‌می‌خوری (۲۰۲۱) و فیلم زندگینامه تیل (۲۰۲۲) مورد تحسین منتقدان قرار گرفت. بازی او در نقش مامی تیل در این فیلم تحسین‌های زیادی را برای او به ارمغان آورد و جایزه فیلم مستقل گاتهام را برای نقش اول برجسته دریافت کرد و جایزه بافتا، جایزه فیلم منتخب منتقدان و نامزدی جایزه انجمن بازیگران سینما را به دست آورد.
او در فیلم چمدان بازی کرده است.